# Бондарчук, Антон Васильевич
Антон Васильевич Бондарчук (1899—1977) — советский учёный, нейрохирург, доктор медицинских наук. Лауреат Сталинской премии.

## Биография
В 1924 году окончил медицинский факультет Киевского университета и до 1936 г. работал хирургом и главным врачом в одной из районных больниц Запорожской области. С 1936 г. зав. нейрохирургическим отделением в Психоневрологическом институте им. В. М. Бехтерева.
Ученик и один из ближайших соратников А. Л. Поленова. С 1938 по 1960 год доцент, затем профессор, заведующий клиническим отделением и отделением хирургии вегетативной нервной системы ЛИНХИ (Ленинградский научно-исследовательский нейрохирургический институт).
Во время Великой Отечественной войны — заместитель начальника созданного на базе ЛИНХИ специализированного госпиталя. Был ранен многочисленными осколками разорвавшегося снаряда, полностью ослеп на левый глаз, но уже через месяц вернулся к работе.
Доктор медицинских наук, профессор.
Умер 4 июня 1977 года. Похоронен на Большеохтинском кладбище (пересечение Харьковской и Смоленской дорог). Его могила, на которой установлена каменная стела, включена в список исторических захоронений на кладбищах Санкт-Петербурга известных граждан, внесших значительный вклад в историю России и Санкт-Петербурга от 11 июля 2005 г. N 88/1-рп, и находящихся под охраной государства.

## Награды
Лауреат Сталинской премии I степени (1946) — за научные исследования в области нейрохирургии и разработку оригинальных хирургических операций, результаты которых обобщены в научном труде «Атлас операции на головном и спином мозге».

## Публикации
- Заболевания периферических сосудов. — Л. : Медицина. Ленингр. отд-ние, 1969. — 519 с., 3 л. ил. : ил.
- Нейрохирургия практического врача / А. В. Бондарчук /библиотека практического врача. — Ленинград : Медгиз, 1959. — 244 c.
- Огнестрельные ранения центральной и периферической нервной системы. — [Л.] : Медгиз, 1950. — 216 с. : ил.
- Хирургия вегетативной нервной системы : руководство для врачей и студентов / А. Л. Поленов, А. В. Бондарчук ; Ленинградский научно-исследовательский институт. — Ленинград : Медгиз, 1947.
- Атлас операции на головном и спином мозге / А. Л. Поленов, А. В. Бондарчук. — 1946.
- Атлас огнестрельных ранений. Ранения черепа и головного мозга / И. С. Бабчин и А. В. Бондарчук. — 1948.
- Атлас огнестрельных ранений центральнойи периферической нервной системы (совместно с И. С. Бабчиным). — 1950.
- Болезнь Рейно (совместно С Н. П. Бехтеревой и В. В. Зонтовым). — Л., 1965
- Заболевания периферических сосудов. — Л., 1969.